# Alena Mokošínová
Alena Mokošínová (* 2. června 1948) byla česká a československá politička a bezpartijní poslankyně Sněmovny lidu Federálního shromáždění za normalizace.

## Biografie
K roku 1976 se profesně uvádí jako zootechnička.
Ve volbách roku 1976 zasedla do Sněmovny lidu (volební obvod č. 44 – Cheb, Západočeský kraj). Ve Federálním shromáždění setrvala do konce funkčního období, tedy do voleb roku 1981.